# Gens Quincia
La gens Quincia  fue un conjunto de familias de la Antigua Roma de origen patricio que compartían el nomen Quincio. A finales del periodo republicano aparecieron las primeras familias de origen plebeyo.

## Historia
La gens Quincia fue una de las casas de Alba Longa llevadas a Roma por Tulo Hostilio e incluidas por él en el patriciado. Fue por tanto una de las gentes minores. El nomen Quincio es un patronímico basado en el praenomen Quinto, que debe haber pertenecido a un antepasado de la gens. La ortografía Quintius es común en tiempos posteriores, pero Quinctius es la forma más antigua y correcta, que figura en las monedas y en los Fasti Capitolini.
A través de la historia de la República, sus miembros obtuvieron a menudo los más altos cargos del estado y dieron algunos hombres de importancia durante el período imperial. Durante los cuarenta años siguientes a la expulsión de los reyes, los Quincios no son mencionados; el primero en obtener el consulado fue Tito Quincio Capitolino Barbato in 471 a. C.; pero desde este año, su nombre aparece constantemenete en los Fasti.
Como otras familias patricias, en tiempos posteriores hubo también Quincios plebeyos. Algunos de éstos pueden haber sido descendientes de libertos de la gens, o de patricios Quincios que se acercaron voluntariamente a la plebe. También pueden haber sido personas no relacionadas que pasaron a compartir el mismo nomen.
Se cuenta que fue costumbre de la gens Quincia no llevar adornos de oro, ni siquiera las mujeres.

## Praenominausados por lagens
Los principales praenomina usados por los Quincios eran Lucio y Tito. La familia también usó los nombres Cayo, Cesón, Cneo y Quinto. Otros praenomina pueden haber sido usados por los Quincios plebeyos.

## Ramas ycognominade lagens
Las tres grandes familias patricias de la gens Quincia llevaban los cognomina Capitolino, Cincinato y Flaminino. Al lado de éstos, encontramos Quincios con Ata, Claudo, Crispino, Escápula, Hirpino y Trogo. Unos pocos miembros de la gens no llevaban cognomen. El único cognomen que figura en las monedas es Crispino Sulpiciano, durante la época de Augusto.
Las más antiguas ramas de la gens, que llevaban los cognomina Capitolino y Cincinato, pueden haber surgido de dos hermanos, Tito Quincio Capitolino Barbato, seis veces cónsul, y Lucio Quincio Cincinato, dos veces dictador, dos de los más grandes personajes de su tiempo.
El cognomen Capitolino es derivado de la colina Capitolina, una de las famosas siete colinas de Roma. El agnomen Barbato de esta familia significa barbudo. Cincinato se refiere a alguien de pelo fino y rizado, como el agnomen Crispino, que perteneció a los Capitolinos posteriores. Algunos de los Quincios llevaron ambos cognomina, Cincinato y Capitolino y hombres de ambas familias también llevaron el cognomen Peno. Según Isidoro, este tenía el significado de fuerte: pennum antiqui acutum dicebant.  Alternativamente, el nombre pudo estar conectado con penna (en español, pluma o ala).
Flaminino es probablemente derivado de flamen, que también dio lugar a la gens Flaminia. Puede significar que un antepasado fue un flamen, o quizá sirviente de un flamen. Esta familia aparece por primera vez en la historia durante la segunda guerra púnica y permanece prominente durante el siguiente siglo.

## Miembros destacados de lagens
- Tito Quincio Capitolino Barbato, cónsul en 471, 468, 465, 446, 443 y 439 a. C.
- Tito Quincio Cincinato Peno, cónsul en 431 y 428 a. C.
- Lucio Quincio Cincinato, dos veces dictador;
- Tito Quincio Crispino, cónsul en 208 a. C.
- Tito Quincio Flaminino, cónsul en 198 a. C. y vencedor de la batalla de Cinoscéfalos
- Lucio Quincio Flaminino, cónsul en 192 a. C.;
- Tito Quincio Ata, poeta († 77 a. C.).